# Lösch- und Rettungszug
Ein Löschzug oder Rettungszug ist ein schienengebundenes Rettungsmittel und Mittel im Katastrophenschutz.

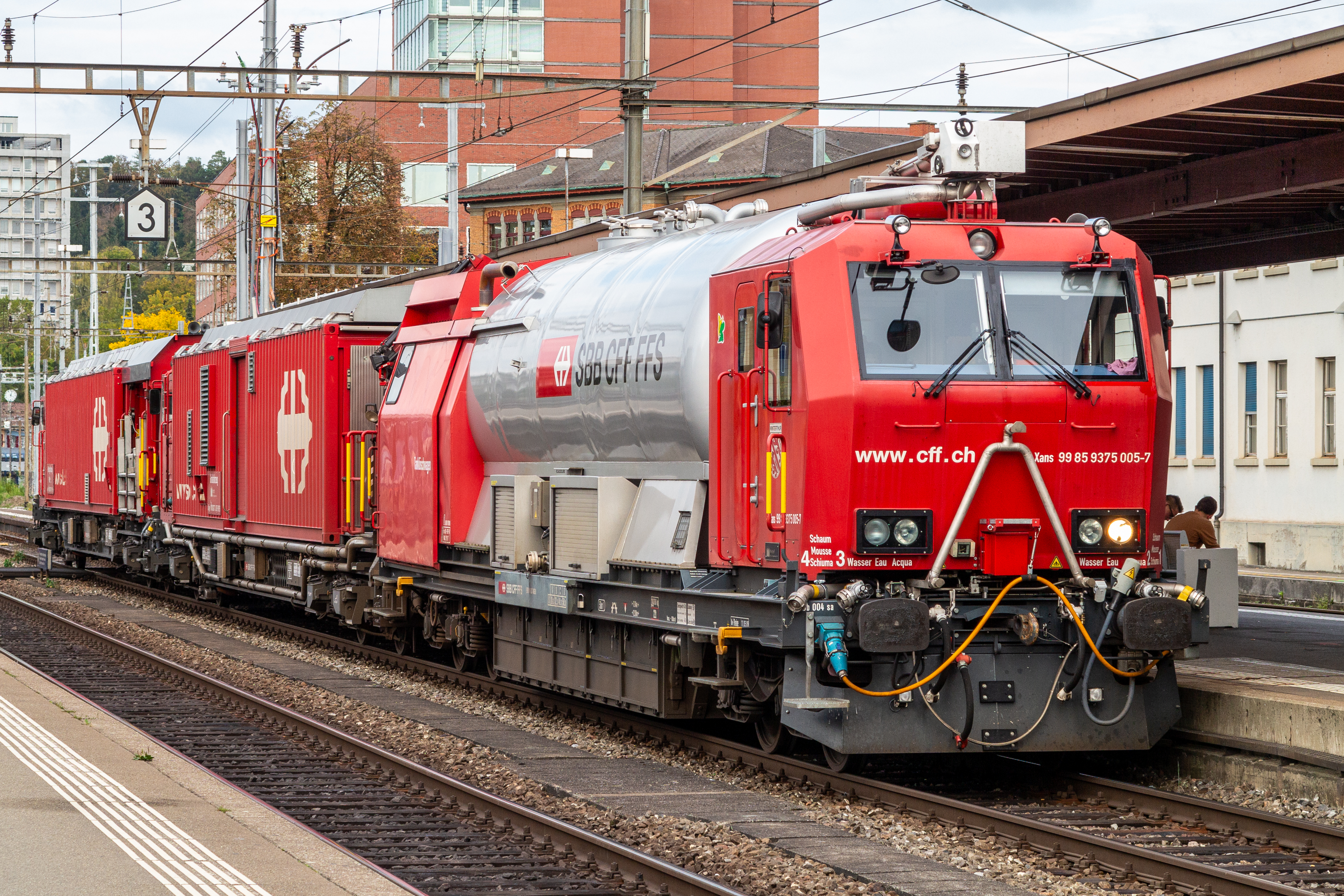
SBB-Lösch- und Rettungszug LRZ-08 aus 2008 in Winterthur

## Grundlagen
Ein Rettungszug dient der Rettung von Personen und Gütern, ein Löschzug der allgemeinen Brandbekämpfung bei Bränden in unmittelbarer Nähe von Bahnanlagen, und der Ölwehr – in der Praxis sind beide Funktionen meist in einer Garnitur vereint.
Die Idee, auf dem Schienenweg Rettungs- und Bergekräfte und andere technische Hilfeleistung mit einem Zug an einen Unfallort heranzuführen, ist schon in der Frühzeit des Eisenbahnwesens entstanden. Erste Ansätze waren Bergezüge, die dazu dienten, entgleiste oder verunfallte Lokomotiven und rollendes Gut zu bergen. Nachdem schon im Amerikanischen Bürgerkrieg die zentrale logistische Rolle der Eisenbahn erkannt worden war, führten insbesondere die beiden Weltkriege zu einem Aufschwung des schienengebundenen Katastrophendienstes.
Heute sind auf Rettungsdienst und Katastrophenschutz spezialisierte Zuggarnituren unverzichtbarer Bestandteil der Rettungskette für den Schienenverkehrsektor.
Die Fahrzeuge älterer Rettungszüge bestehen auch aus ehemaligen Personenwagen, die für diesen Zweck entkernt und umgebaut wurden. Diese Arbeiten wurden im Normalfall durch die Bahnen selbst vorgenommen. Die Ausstattung umfasst im Wesentlichen Einrichtungen zum Löschen und persönliche Schutzausrüstung für das Einsatzpersonal.
Außerdem werden heute auch Rettungszüge des Schienenverkehrs mit solchen der Feuerwehr an zentralen Stationierungen organisatorisch zu einer gemeinsamen Rettungseinheit verknüpft. Der Rettungszug verfügt dann über Niederflurwaggons, die mit Feuerwehrfahrzeugen beladen werden können, um so auch bei schlechten Zufahrtsverhältnissen (Straßenanbindung, Witterung) schnell vor Ort zu sein.

### Einsatzgebiete
Einen neuen Schub bekommen Lösch- und Rettungszüge aber mit dem zunehmenden Tunnelbau, und der Erkenntnis, dass bei Unfällen im Tunnel, wenn kein Parallelstollen für Straßenfahrzeuge (Rettungsstollen) besteht, das Schienenverkehrsmittel am schnellsten vor Ort sein kann – und sich auch schnell wieder aus einer eskalierenden Gefahrenzone entfernen kann. Heutige Eisenbahntunnel haben Längen erreicht, in der ein konventioneller Löscheinsatz von außen meist nicht mehr möglich ist.
Grundsätzlich sind Lösch- und Rettungszüge jedoch für den Einsatz im Tunnel und auf der freien Strecke vorgesehen. Gerade in alpinen Regionen mit schwerer Zugänglichkeit zur Strecke (Straßenanbindung) sind Lösch- und Rettungszüge das geeignete Mittel, um große Materialmengen vor Ort zu bringen und viele Menschen zu retten.
Bei den Zügen für die Deutsche Bahn AG
handelt es sich um reine Tunnelrettungszüge.
Bei Einsätzen in Tunnels bietet das Containersystem moderner Rettungszüge Schutz vor Hitze, Gasen und Rauch – umgebaute Einheiten waren nicht ausreichend gasdicht. Die fertig ausgerüsteten Container werden auf Tragwagen oder CargoSprinter aufgesetzt. Die Container verfügen über Spülluft- oder Regenerationssysteme, so dass Mannschaften sowie Gerettete darin einige Stunden lang autark mit Atemluft versorgt werden können. Weiters verfügen die Züge auch über Sanitätseinheiten für die Erstversorgung. Eigene geschützte Tankcontainereinheiten sorgen für große Mengen an Löschmitteln. An der Zugspitze befindet sich in modernsten Einheiten ein Löschroboter, der ferngesteuert raupengebunden auch bei zerstörter Schienenanlage zum Brandherd vorstoßen und zum Lösch- und Bergeangriff übergehen kann. Auch spezielle Kommunikationseinheiten sind implementiert, um bei Versagen der Tunnelkommunikation Kontakt mit der Einsatzleitung aufrechtzuerhalten. Messwerte über Temperatur, Sauerstoffgehalt, Sicht, und explosive Gase werden laufend erfasst, und an die Einsatzkräfte vor Ort, wie auch die Zentrale unmittelbar weitergeleitet.

## Beispiele von Lösch- und Rettungszügen nach Bahngesellschaft
- Rettungszug/Tunnelhilfszug (DB)
- Lösch- und Rettungszug (ÖBB)
- Lösch- und Rettungszug (SBB)
- Lösch- und Rettungszug (BLS)
- Lösch- und Rettungsfahrzeuge (RhB)
- Rettung Furka-Tunnel (Matterhorn-Gotthard-Bahn)